# Photocyte
 (avril 2023).
Un photocyte est une cellule spécialisée dans la catalyse d'enzymes pour produire de la lumière ( bioluminescence ).
Les photocytes se produisent généralement dans des couches sélectionnées de tissu épithélial, fonctionnant individuellement ou en groupe, ou dans le cadre d'un appareil plus grand (un photophore). Ils contiennent des structures spéciales appelées granules de photocytes. Ces cellules spécialisées sont retrouvée chez plusieurs groupes d'animaux multicellulaires, notamment les cténophores, les coelentérés (cnidaires), les annélides, les arthropodes (y compris les insectes ) et les poissons. Bien que certains champignons soient bioluminescents, ils ne possèdent pas de cellules aussi spécialisées.

## Mécanisme de production de lumière
La production de lumière peut d'abord être déclenchée par des impulsions nerveuses qui stimulent le photocyte pour libérer l'enzyme luciférase dans une chambre de réaction de substrat de luciférine. Chez certaines espèces, la libération se produit continuellement sans l'impulsion du précurseur via la diffusion osmotique. L'oxygène moléculaire est alors activement bloqué à travers les cellules trachéales environnantes qui limitent autrement la diffusion naturelle de l'oxygène à partir des vaisseaux sanguins; la réaction résultante avec la luciférase et la luciférine produit de l'énergie lumineuse et un sous-produit (généralement du dioxyde de carbone).
Les chercheurs ont un jour postulé que l'ATP était la source d'énergie de réaction pour les photocytes, mais comme l'ATP ne produit qu'une fraction de l'énergie de la réaction de la luciférase, toute énergie d'onde lumineuse résultante serait trop petite pour être détectée par un œil humain. Les longueurs d'onde produites par la plupart des photocytes sont proches de 490 nm ; bien que léger aussi énergique que 250 nm serait possible.
Les variations de couleur observées dans les différents photocytes sont généralement le résultat de filtres colorés qui modifient la longueur d'onde de la lumière avant de sortir de l'endoderme, grâce aux autres parties du photophore. La gamme de couleurs varie selon les espèces bioluminescentes.
Les combinaisons parfaites des types de luciférase et de luciférine trouvées parmi les photocytes sont spécifiques à l'espèce à laquelle ils appartiennent. Cela semble être le résultat d'une divergence évolutive constante.